# Bouroum-Bouroum
Bouroum-Bouroum è un dipartimento del Burkina Faso classificato come comune, situato nella provincia di Poni, facente parte della Regione del Sud-Ovest.
Il dipartimento si compone del capoluogo e di altri 14 villaggi: Banlo, Bouméo, Gbonfléra, Hella, Kokora, Konséra, Mingboura, Séouo, Sibéra, Sidana, Tikitioanao, Timbarbitionao, Tiogagara e Youmpoa-Tiopanao.